# تواب (اسم)
تواب هو اسم علم مذكر من أصل عربي، ومعناه هو كثير التوبة، كثير الرجوع عن المعاصي.

## وصلات خارجية
- موسوعة السلطان قابوس لأسماء العرب نسخة محفوظة 5 أبريل 2019 على موقع واي باك مشين.